# Aripa păsărilor

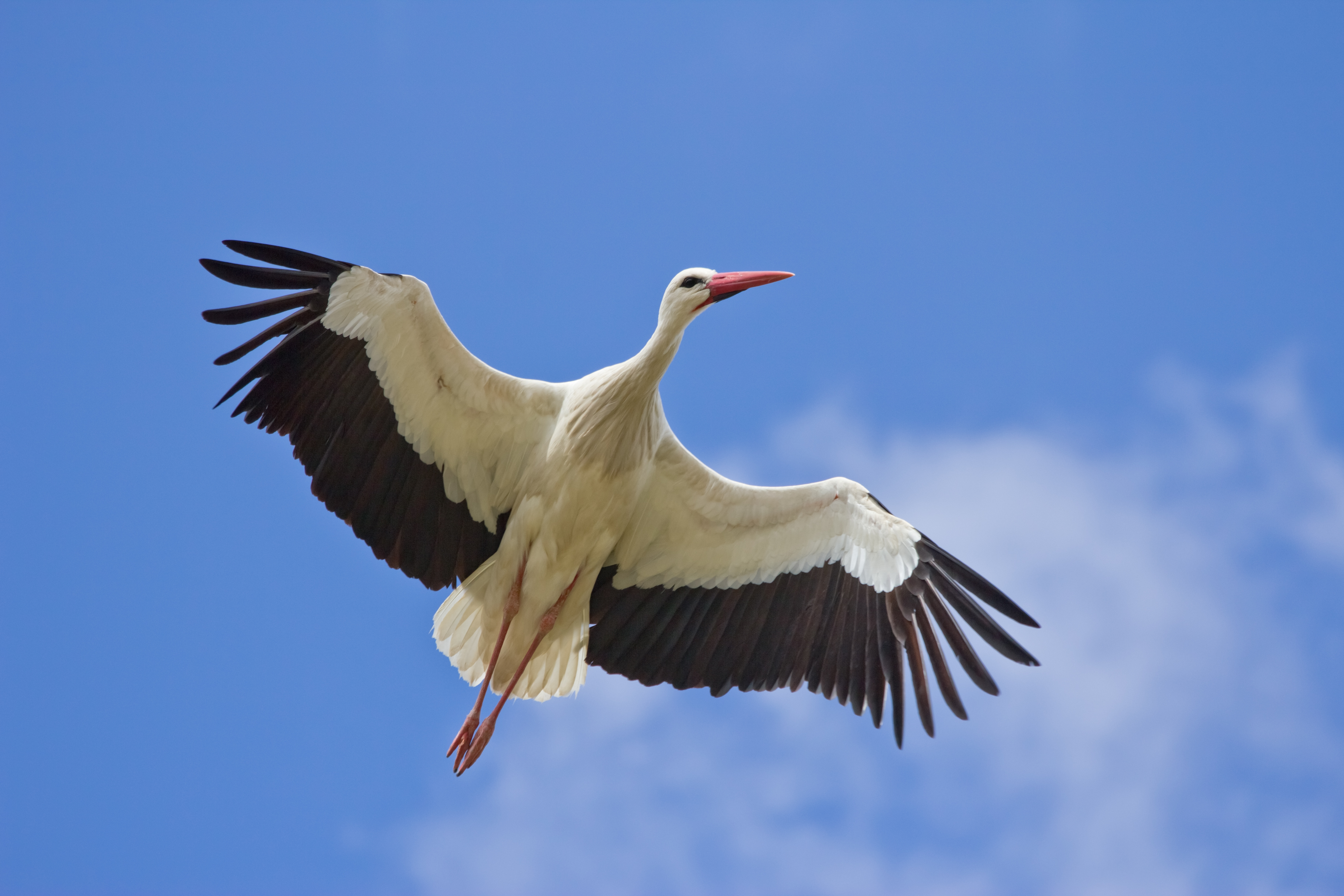
Barză albă în zbor cu aripile întinse

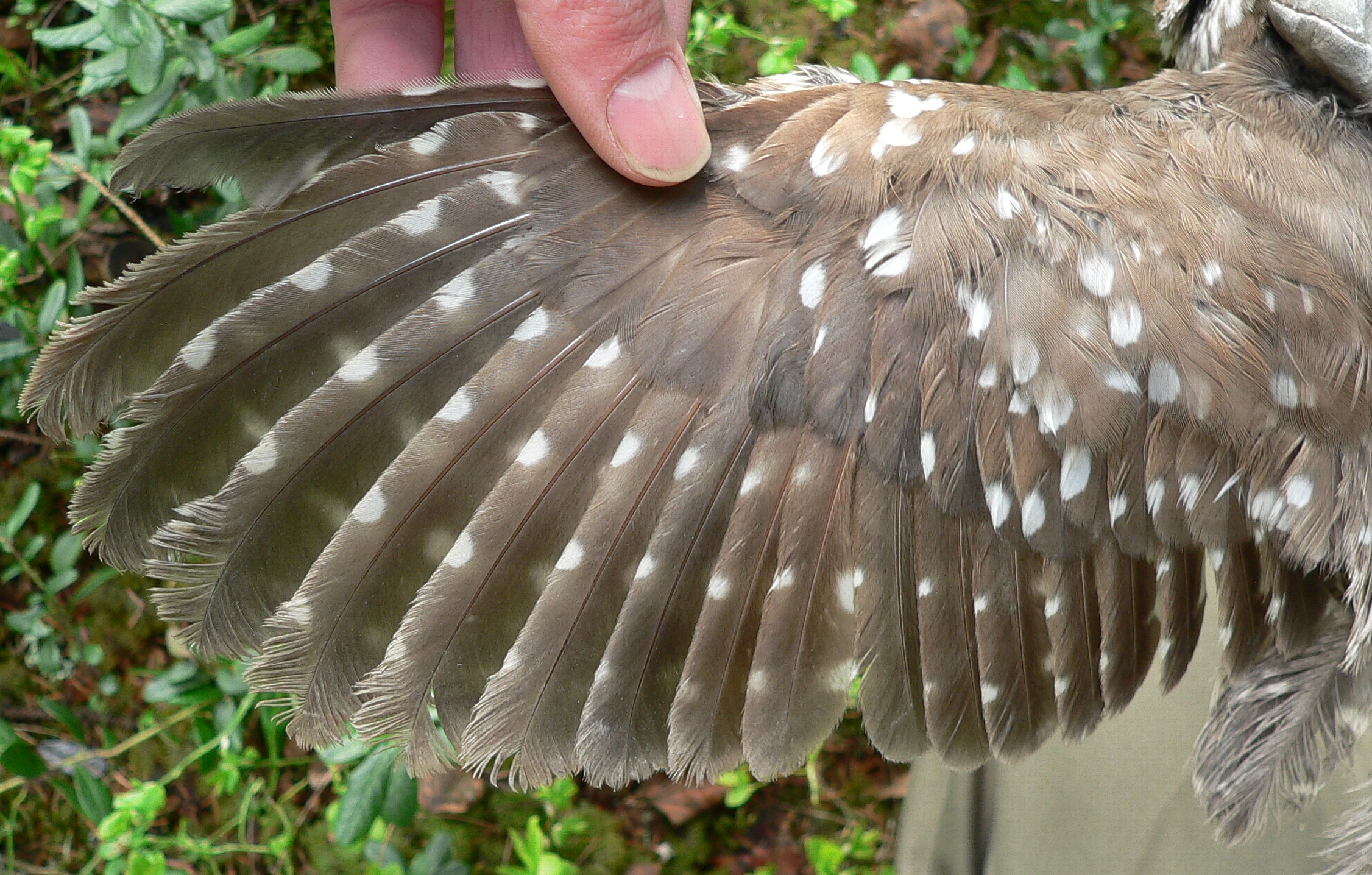
Aripa minuniței (Aegolius funereus)

Aripa la păsări este membru anterior transformat în organ de zbor. Scheletul aripii este format din humerus (braț), radius și cubitus (antebraț), două oase mici carpiene (încheietura), oasele mâinii (trei oase metacarpiene) și trei degete dintre care doar unul are două falange. În pielea care acoperă oasele aripii sunt inserate pene lungi sau remige (primare, secundare și terțiare) și pene mai scurte (numite supraalare și subalare) care acoperă etajat baza remigelor pe ambele părți ale aripii.